# Georg Nordenstolpe
Anders Georg Magnus Nordenstolpe, född 1 mars 1789, död 8 januari 1861 på Resta säteri i Nysätra församling, Uppsala län, var en svensk jurist.
Nordenstolpe tjänstgjorde först som revisionssekreterare och var justitieråd i Högsta domstolen 1834–1855.